# Total Video Converter
Der Total Video Converter ist ein Shareware-Programm von EffectMatrix zum Konvertieren von Video- und Audio-Dateien. Im Allgemeinen dient es dazu, die meisten der modernen Video-Formate so zu konvertieren, dass sie auf verschiedenen Video-Playern abgespielt oder als Foto-Diashow gezeigt werden können und das umgewandelte Video auf DVD gebrannt werden kann.
Eingeführt mit der Startversion 2.21 unterstützt der Total Video Converter beinahe alle Videoformate. Nicht unterstützt wird jedoch das SWF-Format. Die aktuelle Version (3.71) konvertiert und brennt Videos auf Blu-ray Disc und AVCHD, ein Format, das auf PlayStation 3 und Blu-ray-Playern abspielbar ist.

## Fähigkeiten
Genau wie viele andere Video-Konverter kann auch der Total Video Converter zahlreiche Video- und Audio-Formate in eine Vielzahl anderer Formate konvertieren wie z. B. die von AVCHD, Mobiltelefonen, PDA usw. verwendeten Formate MP4 und AMR-Audio. Die aktuelle Version kann nicht nur Videos konvertieren, sondern beinhaltet auch ein Desktop Screen-Capture-Programm. Anwender haben damit die Möglichkeit, verschiedene Video- oder Audio-Dateien in einer Datei zu verbinden sowie den Ton aus verschiedenen Videos zu entschachteln, herauszunehmen und ihn in MP3, AAC etc. zu konvertieren. Das Programm enthält außerdem ein Feature zum Konvertieren von Videos in Standard-DVD-kompatibles MPEG-Format und zum Brennen der Datei auf DVD.
Es gibt hauptsächlich zwei Modi im Total Video Converter: der Easy-Modus und der Erweiterte Modus:
Der Easy-Modus bietet unerfahrenen Anwendern die Möglichkeit, einfach ein Video zu importieren, das gewünschte Format auszuwählen und es zu konvertieren.
Im erweiterten Modus, vorzugsweise erfahreneren Anwendern zu empfehlen, können zahlreiche Komponenten des Videos wie zum Beispiel Größe, Bitrate und Audio-Codec vom Benutzer verändert werden.
Der Total Video Converter läuft unter Windows 98/2000/XP/2003/Vista und Mac OS. In der auf 15 Tage limitierten Testversion erscheint auf der linken oberen Seite jedes konvertierten Videos ein Wasserzeichen.
Neben dem Total Video Converter erhalten die Benutzer beim Herunterladen oder Kauf des Programms auch den Total Video Player. Mit diesem Programm können viele Video- und Audio-Formate wie zum Beispiel MP4 und VOB abgespielt werden.
Im Jahr 2010 wurde der Total Video Converter für Mac herausgegeben. Im Vergleich zum Total Video Converter für Windows sind einige Funktionen wie das Brennen von Videos auf DVD noch in Bearbeitung.

## Kritik
Die Entwickler von FFmpeg beschuldigen EffectMatrix, mit dem Total Video Converter ihre Urheberrechte zu verletzen, indem sie Software, die nur unter den Regeln der GPL vertrieben werden darf, ohne Quelltexte anbieten.